# Agostino Roscelli

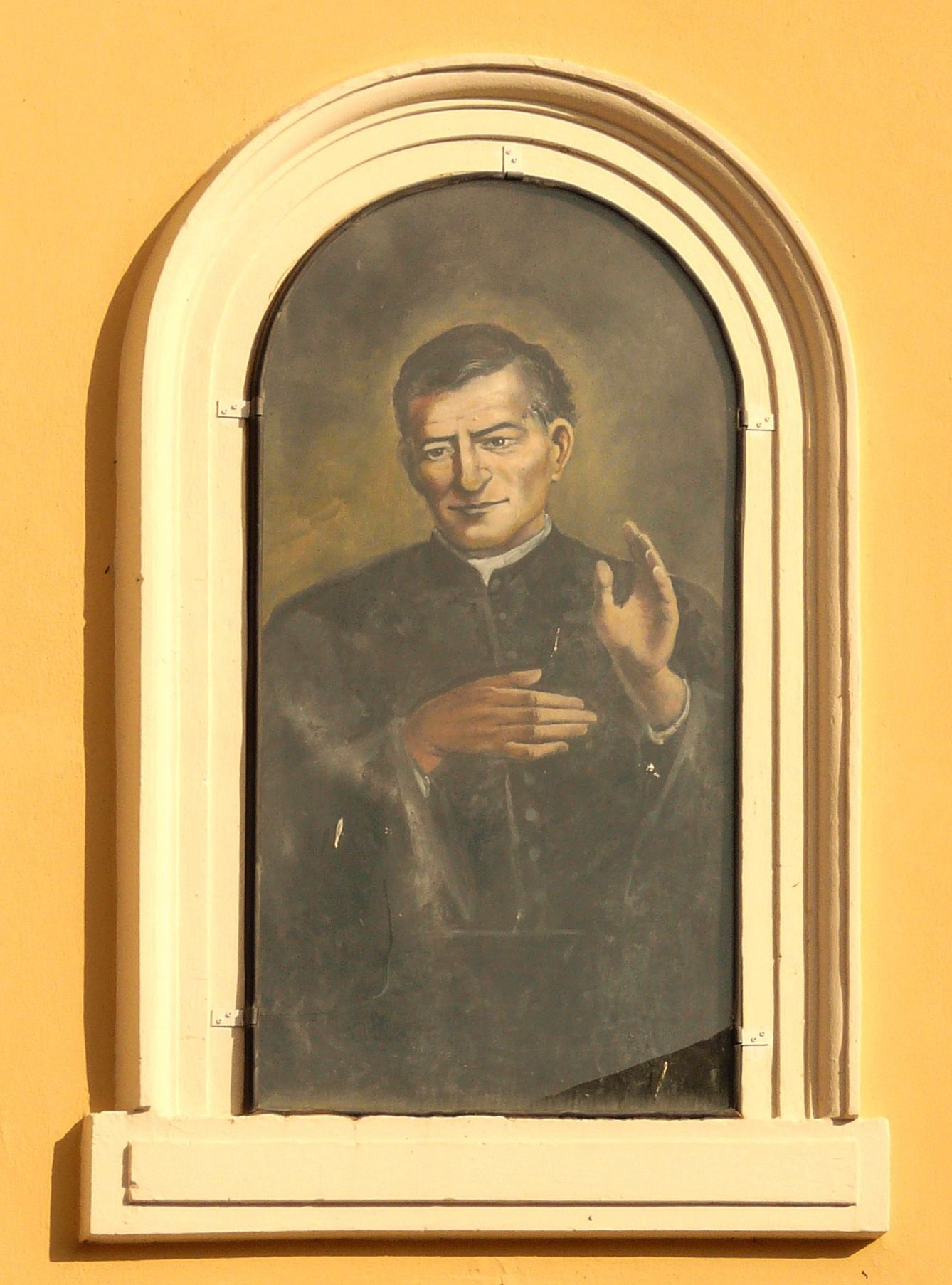
Hl. Agostino Roscelli

Agostino Roscelli (* 27. Juli 1818 in Bargone, einer Fraktion von Casarza Ligure, Italien; † 7. Mai 1902 in Genua, Italien) war ein italienischer Priester, Ordensgründer und Heiliger.

## Leben
Agostino Roscelli, der aus einer armen Familie stammte, verbrachte seine Jugend als Hirte. Mit finanzieller Unterstützung konnte er in Genua studieren und wurde 1846 zum Priester geweiht. Er wurde Pfarrer von San Martino d’Albaro und acht Jahre später in Genua. Ab 1872 war Agostino Roscelli als Kaplan des örtlichen Waisenhauses tätig. Gleichzeitig war er Gefangenenseelsorger und kümmerte sich besonders um die zum Tod Verurteilten. Außerdem gründete Agostino eine Schule für junge Frauen. Zur Betreuung dieses und anderer Projekte gründete er das Institut der Schwestern der Immaculata (it.: Suore dell’Immacolata Concezione, genannt Immacolatine).
Agostino Roscelli wurde von Papst Johannes Paul II. 1995 selig- und am 10. Juni 2001 heiliggesprochen. Sein Gedenktag in der Liturgie ist der 7. Mai.

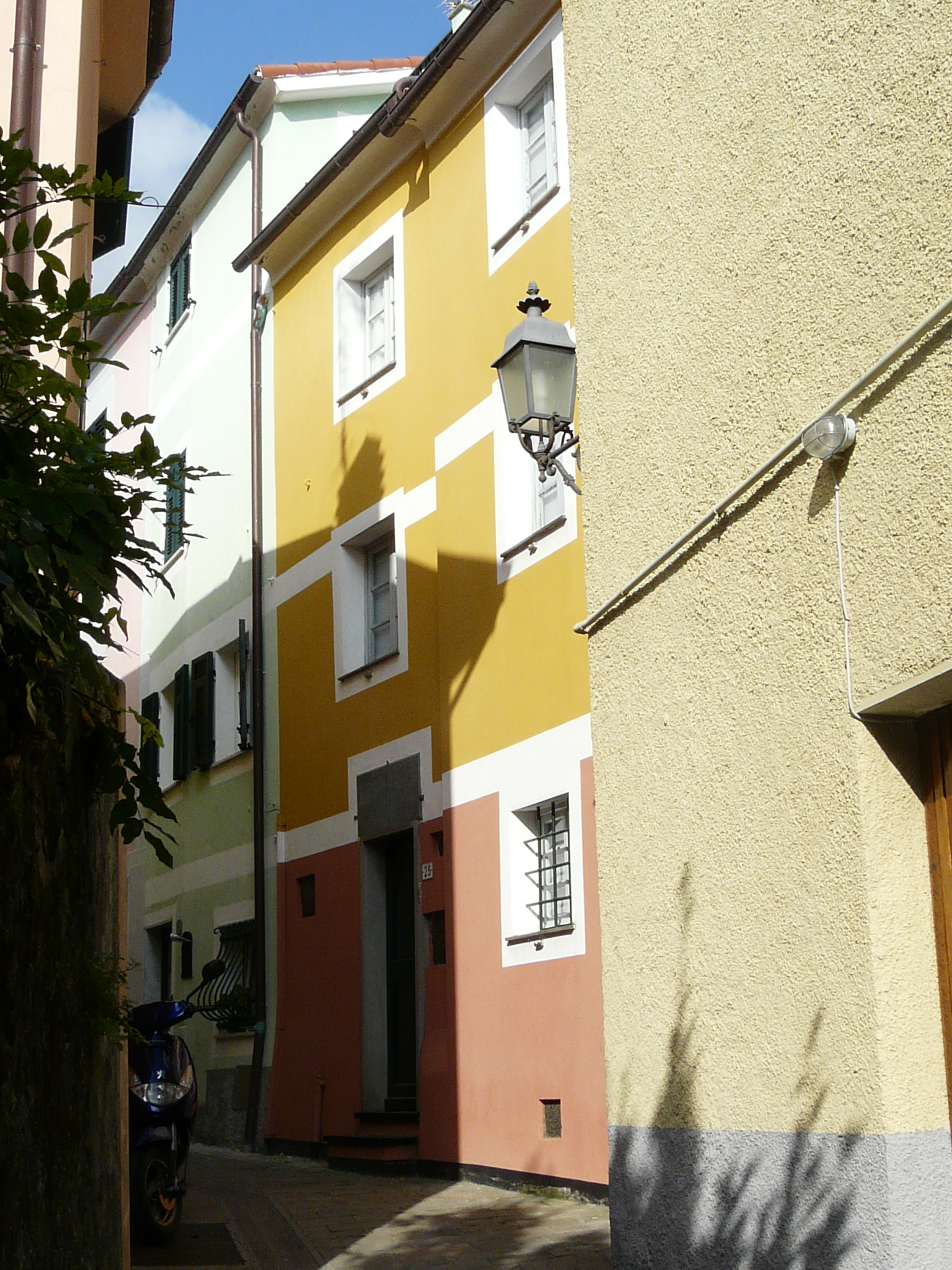
Geburtshaus von Agostino Roscelli in Bargone